# Above and Beyoncé: Video Collection & Dance Mixes
Above And Beyonce este un EP lansat de cântăreața americană Beyoncé pentru a promova cel de al treilea material al acesteia intitulat 
I Am... Sasha Fierce 
CD-ul conține remixuri la primele 7 single-uri de pe album, iar DVD-ul toate videoclipurile până la Broken-Hearted Girl, exceptând Sweet Dreams, deoarece nu fusese filmat la vremea respectivă.

## Performanța comercială
EP-ul a activat în top 40 în SUA, debutând pe 36 cu mai mult de 10.000 de unități vândute. A două săptămâna, a urcat până pe 35. Materialul a mai petrecut încă 5 săptămâni în top 100, înainte de a ieși definitiv. Până acum, s-au vândut peste 100.000 de copii.

## Clasamente
| Clasament                             | Poziția ,maximă | Certificate | Vânzări |
| ------------------------------------- | --------------- | ----------- | ------- |
| U.S. Billboard 200                    | 35              | -           | 140 000 |
| U.S. Billboard Top R&B/Hip-Hop Albums | 23              | -           | 140 000 |
| U.S Billboard Electronic Albums       | 2               | -           | 140 000 |

## Lista cântecelor

### Colectia Video
| #  | Titlu                              | Director                          | Durata |
| -- | ---------------------------------- | --------------------------------- | ------ |
| 1. | "If I Were a Boy"                  | Jake Nava                         | 5:06   |
| 2. | "Single Ladies (Put a Ring on It)" | Jake Nava                         | 3:20   |
| 3. | "Diva"                             | Melina Matsoukas                  | 4:06   |
| 4. | "Halo"                             | Philip Andelman                   | 3:45   |
| 5. | "Broken-Hearted Girl"              | Sophie Muller                     | 4:40   |
| 6. | "Ego" (Remix featuring Kanye West) | Beyoncé Knowles, Frank Gatson Jr. | 4:53   |
| 7. | "Ego" (Fan Exclusive)              | Beyoncé Knowles, Frank Gatson Jr. | 3:57   |
| 8. | Behind The Scenes                  | Ed Burke                          | 19:02  |
| 9. | Credits                            | N/A                               | 0:30   |

### Remix-uri
| #  | Titlu                                                                               | Durata |
| -- | ----------------------------------------------------------------------------------- | ------ |
| 1. | "If I Were a Boy" (Maurice Joshua Mojo UK Remix)                                    | 6:29   |
| 2. | "Single Ladies (Put a Ring on It)" (DJ Escape & Tony Coluccio Remix - Club Version) | 6:57   |
| 3. | "Diva" (Karmatronic Club Remix)                                                     | 5:08   |
| 4. | "Halo" (Dave Audé Club Remix)                                                       | 8:55   |
| 5. | "Broken-Hearted Girl" (Catalyst Remix)                                              | 4:46   |
| 6. | "Ego" (OK DAC Remix)                                                                | 6:29   |
| 7. | "Sweet Dreams" (Harlan Pepper & AG III Remix)                                       | 6:43   |
| 8. | "Ego" (Remix featuring Kanye West)                                                  | 4:44   |